# The Boys from Baghdad High
The Boys from Baghdad High, também conhecido como Baghdad High, é um documentário televisivo britânico-estadunidense-francês. Foi exibido pela primeira vez no Reino Unido no Sheffield Doc/Fest de 2007, antes de ser exibido na BBC Two em 8 de janeiro de 2008. Também foi ao ar em muitos outros países, incluindo França, Austrália, Estados Unidos, Canadá, Alemanha e Holanda. Ele documenta a vida de quatro estudantes iraquianos de diferentes origens religiosas ou étnicas ao longo de um ano na forma de um videoblogue. O documentário foi filmado pelos próprios meninos, que receberam câmeras de vídeo para o projeto.
Dirigido e produzido por Ivan O'Mahoney e Laura Winter, da Renegade Pictures e StoryLabTV, para a BBC do Reino Unido, para a HBO nos Estados Unidos, e para a rede franco-alemã Arte, The Boys from Baghdad High foi produzido por Alan Hayling e Karen O Connor para a BBC, Hans Robert Eisenhauer para a Arte, e Sheila Nevins para a HBO.
The Boys from Baghdad High recebeu alta audiência quando foi ao ar no Reino Unido e foi criticado favoravelmente nos meios de comunicação social. Foi nomeado o Melhor Filme sobre Notícias e Atualidades no European Independent Film Festival, ganhou o Prêmio Premier no Sandford St Martin Trust Awards e foi indicado a prêmios em dois festivais de cinema. O documentário também recebeu o Radio Times Readers Award, e uma indicação ao documentário de televisão da Amnesty International de 2008 e ao Docudrama UK Media Award.